# Młodość Chopina
Młodość Chopina (en català, La joventut de Chopin) és una pel·lícula polonesa realitzada l'any 1952 i dirigida per Aleksander Ford. Tracta sobre la vida de Frédéric Chopin entre 1825 i 1830.

## Repartiment
- Czesław Wołłejko com a Fryderyk Chopin
- Aleksandra Śląska com a Konstancja Gładkowska
- Jan Kurnakowicz com a Józef Elsner
- Tadeusz Białoszczyński com a Joachim Lelewel
- Gustaw Buszyński com a Adam Jerzy Czartoryski
- Igor Śmiałowski com a Tytus Woyciechowski
- Jerzy Kaliszewski com a Maurycy Mochnacki
- Justyna Kreczmarowa
- Emil Karewicz
- Jerzy Duszyński
- Leon Pietraszkiewicz
- Seweryn Butrym